# Ляо, Эшли
Э́шли Ля́о (англ. Ashley Liao; род. 21 октября 2001, США) — американская (китайского происхождения) актриса кино, телевидения и озвучивания, начавшая сниматься в возрасте 13 лет; менее известна как певица.

## Биография
Эшли Ляо родилась 21 октября 2001 года в США (точное место рождения неизвестно, предположительно — в округе Ориндж штата Калифорния) в семье китайцев. Училась в колледже «Сэдлбэк» (город Мишен-Вьехо), после — в Калифорнийском университете в Лос-Анджелесе.
С пятого класса школы начала играть в театре, с 2014 года начала сниматься в телесериалах и телефильмах, с 2016 года — в кинофильмах.
Владеет тхэквондо, играет в футбол.

## Фильмография
Широкий экран
- 2019 — Ты — моё сомнение / Always Be My Maybe — Саша Трен в возрасте 14-16 лет
- 2020 — Тайное общество младших монарших особ[англ.] / Secret Society of Second-Born Royals — принцесса Элеонора
- 2023 — Голодные игры: Баллада о змеях и певчих птицах / The Hunger Games: The Ballad of Songbirds and Snakes — Клеменсия Давкот

Телевидение
- 2014 — Очень плохая училка / Bad Teacher — Мэри (в эпизоде Nix the Fat Week)
- 2016 — Трудности ассимиляции / Fresh Off the Boat — Одри (в эпизоде The Manchurian Dinner Date)
- 2016 — Никки, Рикки, Дикки и Дон / Nicky, Ricky, Dicky & Dawn — Сид (в эпизоде New Kid on the Block[англ.])
- 2016 — Кикс: Команда мечты[англ.] / The Kicks — Паркер Чжао (в 7 эпизодах)
- 2016—2017, 2020 — Более полный дом / Fuller House — Лола Вонг (в 16 эпизодах[англ.])
- 2017 — Отличные новости / Great News — Моана (в 2 эпизодах)
- 2018 — Просто нет слов / Speechless — Мэдди (в эпизоде N-E-- NEW Y-- YEAR'S E-- EVE[англ.])
- 2019 — Морская полиция: Спецотдел / NCIS — Хэйли (в эпизоде Crossing the Line)
- 2020 — Морская полиция: Лос-Анджелес / NCIS: Los Angeles — Рашель Чжун (в эпизоде Cash Flow)
- 2021 — В ритме жизни[англ.] / Physical — Симона (в 7 эпизодах)

Озвучивание
- 2018—2020 — Киллер Севен[англ.] / Scissor Seven — Кола (в 6 эпизодах)
- 2019 — Спирит: Дух свободы / Spirit Riding Free — Джо / Каролина (в эпизоде Lucky and the Dressage Sabotage[англ.])
- 2021—2023 — Драконы DreamWorks: Девять миров[англ.] / DreamWorks Dragons: The Nine Realms — Дзюн Вонг (в 38 эпизодах)